# Alberto Orlández Gamboa
Alberto Orlández Gamboa, alias "El Caracol" (Ibagué, Tolima, 1959) est un ancien narcotrafiquant colombien, ancien membre du Cartel de Cali et ancien chef du Cartel de la Costa, ce dernier basé à Barranquilla, dans la Région Caraïbe.
Avant sa capture et extradition, Orlández Gamboa a été considéré par les autorités américaines comme le plus grand exportateur individuel de drogues illégales au monde.

## Débuts
Dans les années 1980, avec ses associés alias El Gavilán et Wildron Gabriel Daza Mejía, alias "Gabi" Daza, Orlández Gamboa s'est lancé dans le monde du narcotrafic sous la tutelle initiale du chef alors en poste du cartel de la Costa, José Abello Silva, alias "Mono" Abello,,.

## Arrestation lors de l’Opération 'Alcatraz'
Le 27 janvier 1993, les autorités colombiennes ont mené l’'Opération Alcatraz' à Barranquilla. Orlández Gamboa a été capturé avec 22 autres individus soupçonnés d’appartenir au cartel de la Costa. Alias "El Caracol" a été envoyé à la prison de La Modelo de Bogotá sous des accusations d’homicide et de narcotrafic. Le Parquet général de la Nation lui a ordonné une mesure de sûreté sous forme de détention préventive le 26 février 1994 pour "narcotrafic, port illégal d’armes et formation de groupes de sicaires", puis le 24 août de la même année, détention pour "homicide".
Le 27 octobre 1994, Orlández Gamboa a été libéré par la justice colombienne pour manque de preuves et clôture du dossier.
Cependant, Gamboa est resté lié par les autorités colombiennes à plusieurs enquêtes, notamment le meurtre de ses anciens associés, les frères Jairo Durán Fernández, alias "El Mico" et l’ancien représentant à la Chambre pour Magdalena, Alex Durán Fernández. "El Mico" Durán était marié à l’ancienne Miss Colombie, Maribel Gutiérrez Tinoco.

## Capture et extradition vers les États-Unis
Alias "El Caracol" a été capturé à Barranquilla le 6 juin 1998 lors de l’'Opération Marejada',.
Cette capture a été saluée par le président colombien de l’époque, Ernesto Samper, et le directeur de la Police nationale de Colombie, général Rosso José Serrano.
Par la suite, le gouvernement de l’ancien président colombien Andrés Pastrana a signé son ordre d’extradition. Orlández Gamboa a été extradé en 2000 de Colombie vers les États-Unis et condamné en 2003 à 40 ans de prison par une cour fédérale de New York pour narcotrafic et blanchiment d’argent,,.
Déjà extradé, ses procédures judiciaires ont continué et le 17 octobre 2001, la justice colombienne a condamné Orlández Gamboa à 19 ans de prison pour formation de groupes paramilitaires.